# Dimetocaina
La dimetocaina (o larocaina) è un anestetico locale indicato per l'anestesia di superficie della cute e mucose, nonché per l'anestesia di conduzione o di infiltrazione. La sua potenza è la metà della cocaina.
Il gruppo farmacoforico p-NH2 della dimetocaina è relativamente raro nelle strutture degli inibitori del reuptake di dopamina, sebbene sia presente anche in altri composti quali GYKI-52895 e RTI-29.